# Négypettyes hernyórabló
A négypettyes hernyórabló vagy négypettyes dögbogár (Dendroxena quadrimaculata) a rovarok (Insecta) osztályának a bogarak (Coleoptera) rendjéhez, ezen belül a dögbogárfélék (Silphidae) családjához tartozó faj.

## Elterjedése
A négypettyes hernyórabló megtalálható egész Európában és a Kaukázusban. Főleg tölgyerdőkben fordul elő kis tengerszint feletti magasságokon. Magasabb régiókban és tűlevelű erdőkben hiányzik.
Magyarországon mindenhol megtalálható, gyakori faj. 

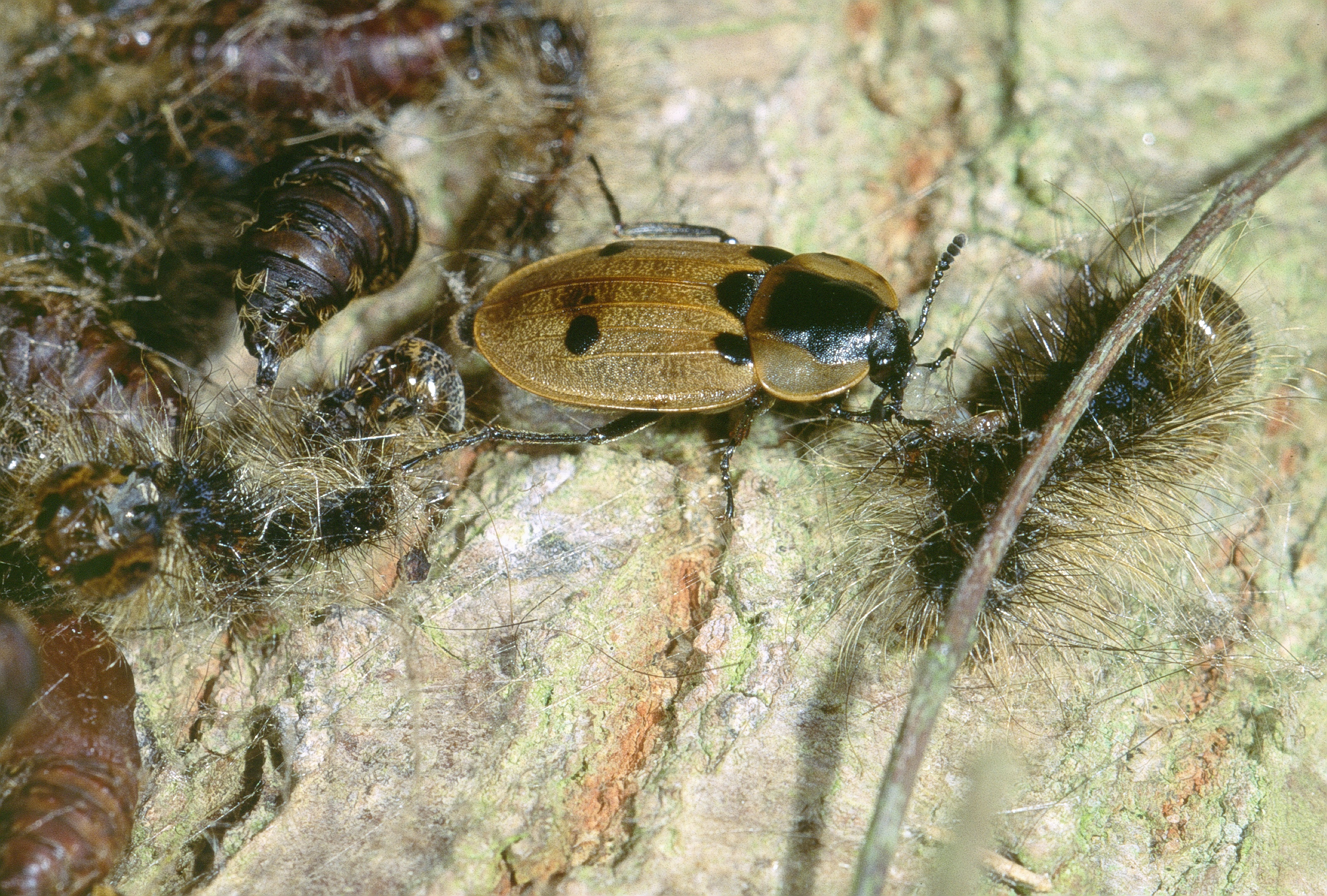
A négypettyes dögbogár táplálékszerzés közben

## Megjelenése

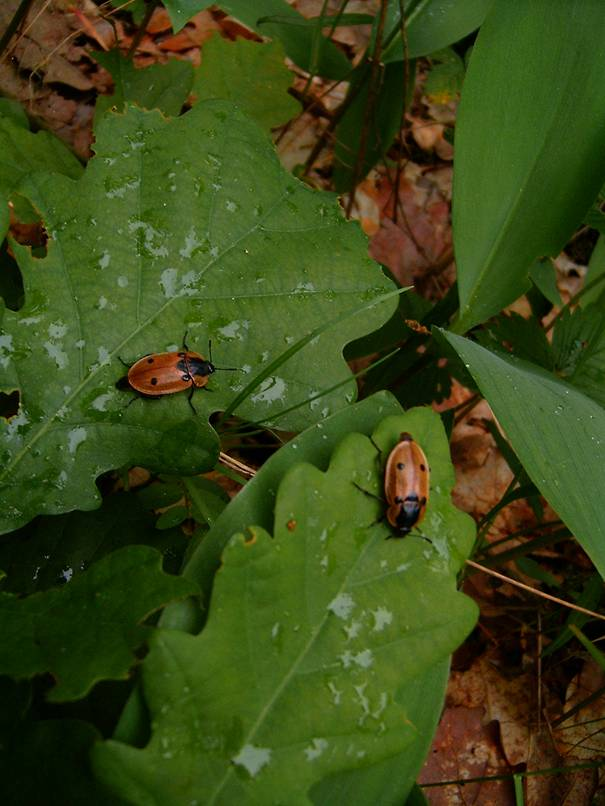
A négypettyes dögbogár erősen kötődik a tölgyesekhez

A négypettyes hernyórabló közepes méretű (11–15 mm), lapított, ovális testű  bogár. Teste fekete, de az előtorának két oldalszegélye, és 2-2 pont kivételével a szárnyfedői barnássárgák. Feje nem megnyúlt, rágói egyszerűek (nincs kettős foguk). Csápjának utolsó 4 íze bunkót alkot. Szárnyfedői az egyik fekete pont a váll mellett, a másik a szárnyfedők közepén helyezkedik el. Szárnyfedőin 3-3 finom borda fut végig, a bordák köze finoman pontozott.
A lárvák lapított hengeres alakúak.

## Életmódja
A négypettyes hernyórabló lombos fákon, virágzó bokrokon él, ahol is - szokatlan módon a dögbogárfélék közt - különféle lepkefajok hernyóira, levéltetvekre vadászik. A nőstények tojásaikat egyesével helyezik a talajba, a kikelő lárváik szintén ragadozók. Bebábozódás után kifejlett alakban telelnek át.
Gyűjtési adatai áprilistól júliusig vannak.

## Fordítás
- Ez a szócikk részben vagy egészben  a   Vierpunktiger Aaskäfer című német Wikipédia-szócikk ezen változatának fordításán alapul.  Az eredeti cikk szerkesztőit annak laptörténete sorolja fel. Ez a jelzés csupán a megfogalmazás eredetét és a szerzői jogokat jelzi, nem szolgál a cikkben szereplő információk forrásmegjelöléseként.